# Leonel de Sousa
Leonel de Sousa, foi um fidalgo natural do Algarve, que se notabilizou como segundo capitão-mor de Macau em 1558 (cargo equivalente ao de governador), após ter sido o responsável por um acordo com as autoridades locais de Cantão conhecido como o primeiro acordo Luso-Chinês de 1554, que permitiu a legalização das actividades comerciais portuguesas na China mediante o pagamento de impostos. Este acordo abriu uma nova era nas relações sino-portuguesas, umas vez que de 1522 a 1554 os portugueses estavam oficialmente impedidos de comerciar: até aí várias embaixadas tinham falhado e o comércio era realizado como contrabando e combatido pelas autoridades, que os consideravam "folanji" combatendo-os como piratas.

## O acordo Luso-Chinês de 1554
Leonel de Sousa chegou à costa de Guangdong em 1552, onde soube que todos os estrangeiros podiam comerciar mediante o pagamento de impostos aos chineses, excepto os "Folanji", como eram chamados os europeus pejorativamente e em particular os portugueses, então tomados por piratas Solicitou então que se cumprissem as premissas de paz e o pagamento de impostos, comprometendo-se a mudar este "nome".
Em 1554 Leonel de Sousa, capitão-mor da viagem do Japão, junto com o capitão-mor de Chaúl, fizeram um acordo com oficiais de Cantão para legalizar o comércio português, na condição de pagarem direitos alfandegários especialmente estipulados.
O único testemunho escrito deste acordo é uma carta de Leonel de Sousa de 1556 ao infante D.Luís, onde afirma que os portugueses se comprometiam pagar as taxas devidas e a não erguer fortificações. A carta, um dos mais importantes documentos da história das relações Sino-portuguesas, descreve as prolongadas negociações com o superintendente da marinha de Cantão, o Haitao Wang Po, identificado nas fontes chinesas como tendo aceite um suborno dos portugueses para secar a sua carga deixando-os pagar impostos em Cantão. Ambos os lados se mostraram disponíveis para encontrar uma solução para o impasse, uma vez que o porto de Cantão também enfrentava um empobrecimento desde que fora fechado. Leonel de Sousa tentou negociar o pagamento de apenas 10% das taxas, ao que Wan Po contrapôs os obrigatórios 20% mas incidindo apenas sobre metade da carga, o que Leonel de Sousa levou em frente com ajuda do rico mercador Simão d'Almeida, e à margem do governo de Pequim. A este tratado seguir-se-ia o reconhecimento de Macau como entreposto oficial português em 1557.